# Kościół Wniebowzięcia Najświętszej Maryi Panny w Siemiatyczach
Kościół Wniebowzięcia Najświętszej Maryi Panny w Siemiatyczach – zabytkowy rzymskokatolicki kościół położony w diecezji drohiczyńskiej w Siemiatyczach przy ul. 3 Maja 2.

## Historia
Obecny kościół w stylu barokowym powstał w latach 1626–1637 z fundacji hetmana wielkiego litewskiego Lwa Sapiehy herbu Lis oraz jego syna Kazimierza Leona Sapiehę. Kościół parafialny pod wezwaniem Wniebowzięcia Najświętszej Marii Panny został konsekrowany w dniu 15 sierpnia 1638 z przez biskupa łuckiego ks. Jana Chrzciciela Zamojskiego. Na zaproszenie ówczesnego proboszcza siemiatyckiego ks. Michała Korwin Krassowskiego i księcia Michała Józefa Sapiehy przybyli do Siemiatycz księża misjonarze św. Wincentego á Paulo (CM), przejmując parafię 29 września 1719 roku. Pierwszym proboszczem misjonarskim został ks. Kazimierz Józef Ottowicz. Dnia 3 lipca 1722 roku został podpisany dokument przekazania parafii, kościoła i pozostałego beneficjum konwentowi oo. misjonarzy przez ks. bp diecezji łuckiej Stefana Rupniewskiego.

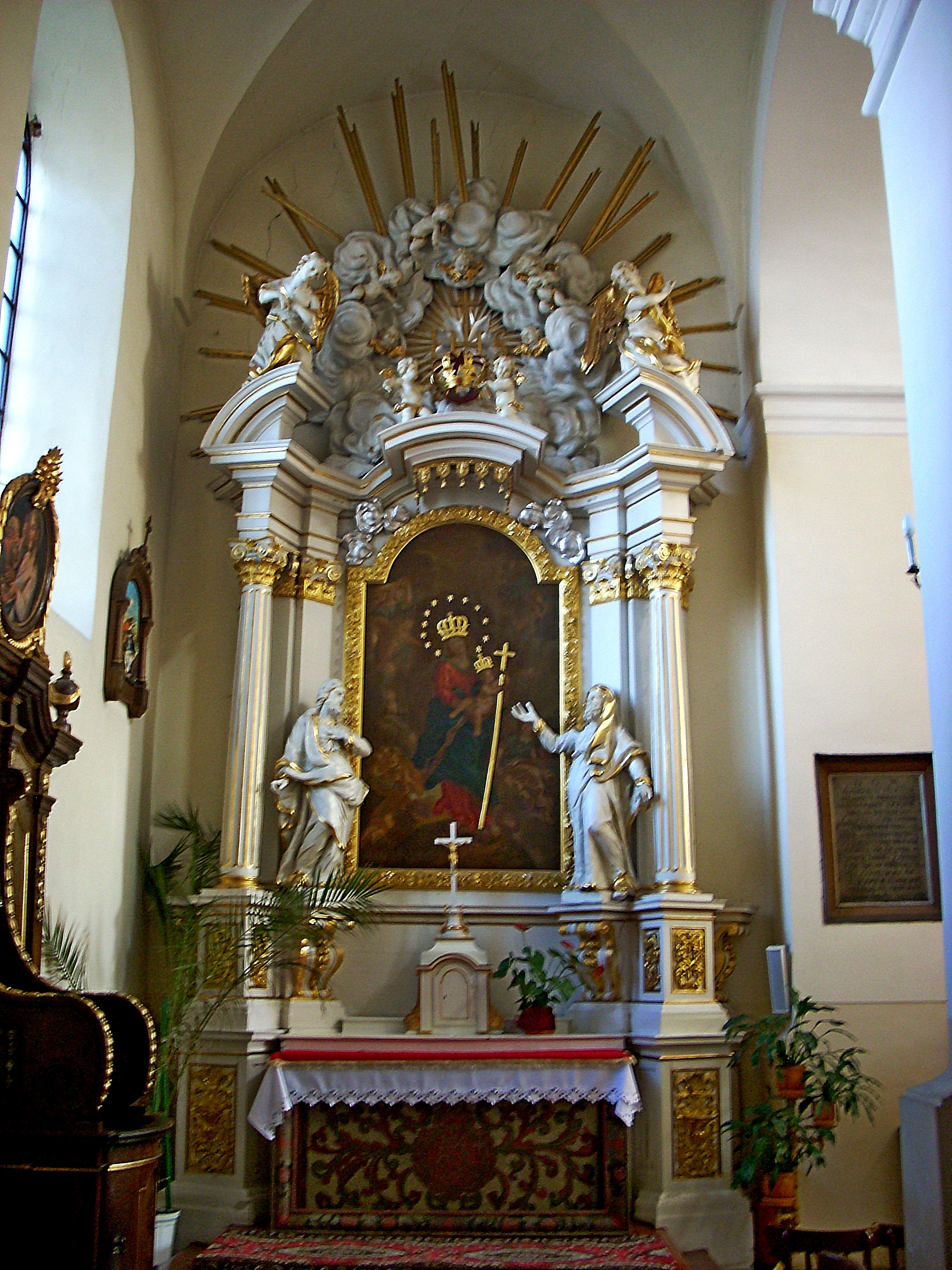
Ołtarz z obrazem Matki Bożej Zwycięskiej

Zakonnicy według projektu Karola Antoniego Baya wybudowali w 1723 roku naprzeciwko frontonu kościoła szkołę parafialną przytułek i szpital (obecnie salka parafialna), a w latach 1719-1727 klasztor. Przebudowali także fasadę kościoła i kruchtę oraz w 1737 roku wznieśli wieżę. Budowniczym był zięć Karola Antoniego Baya włoski arch. Wincenty Rachetti. W latach 1725–1727 wybudowali oni dzwonnicę, która została wkomponowana w murowane ogrodzenie i otacza cmentarz kościelny. 
Podczas pożaru miasta w roku 1758 uległ zniszczeniu częściowo kościół parafialny. Zniszczony kościół i klasztor misjonarzy, w ramach przebudowy i rozbudowy miasta odnowiła w roku 1777 ówczesna właścicielka Siemiatycz i Kocka (1750-1800) - księżna Anna z Sapiehów Jabłonowska.
4 grudnia 1793 r. w kościele we mszy świętej uczestniczył król Stanisław August Poniatowski.

## Architektura
Świątynia jest budowlą trójnawową, trójprzęsłową typu bazyliki z prezbiterium równym szerokością i wysokością nawie głównej. Ołtarz główny został zaprojektowany przez Karola Antonia Baya, a wykonany w latach 1729–30 przez warsztat rzeźbiarski Bartłomieja Michała Bernatowicza z Warszawy.

## Duszpasterstwo
Aktualnie posługę duszpasterską w kościele sprawują:
- Proboszcz
  - ks. prałat dr Jerzy Cudny
- Wikariusze
  - ks. dr Piotr Jarosiewicz
  - ks. mgr Artur Żandarski
- Kapelan Szpitala
  - ks. kanonik mgr Jarosław Kuźmicki
- Senior
  - ks. prałat mgr Bogusław Kiszko